# Kyrkhärbret i Älvdalen

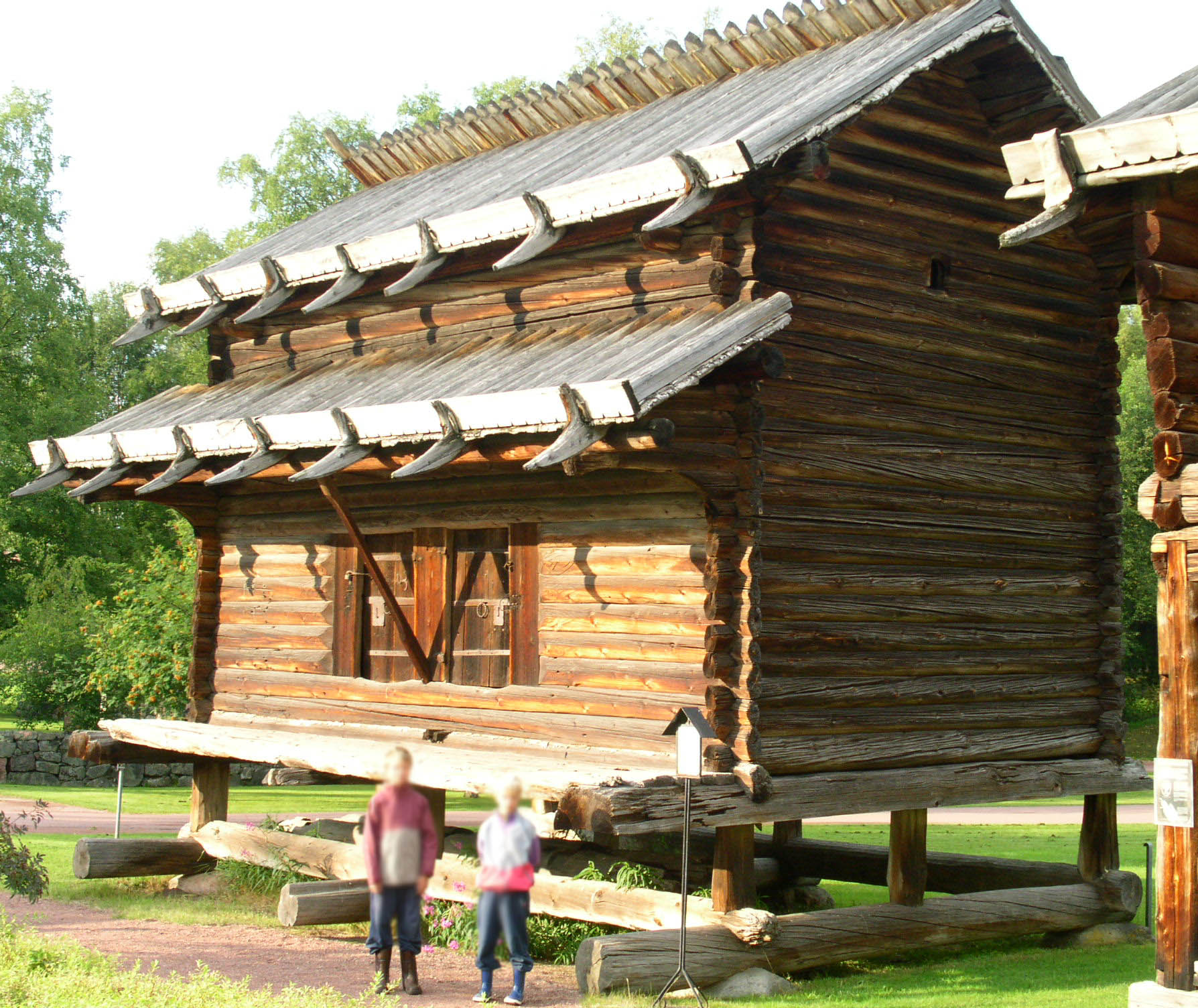
Kyrkhärbret

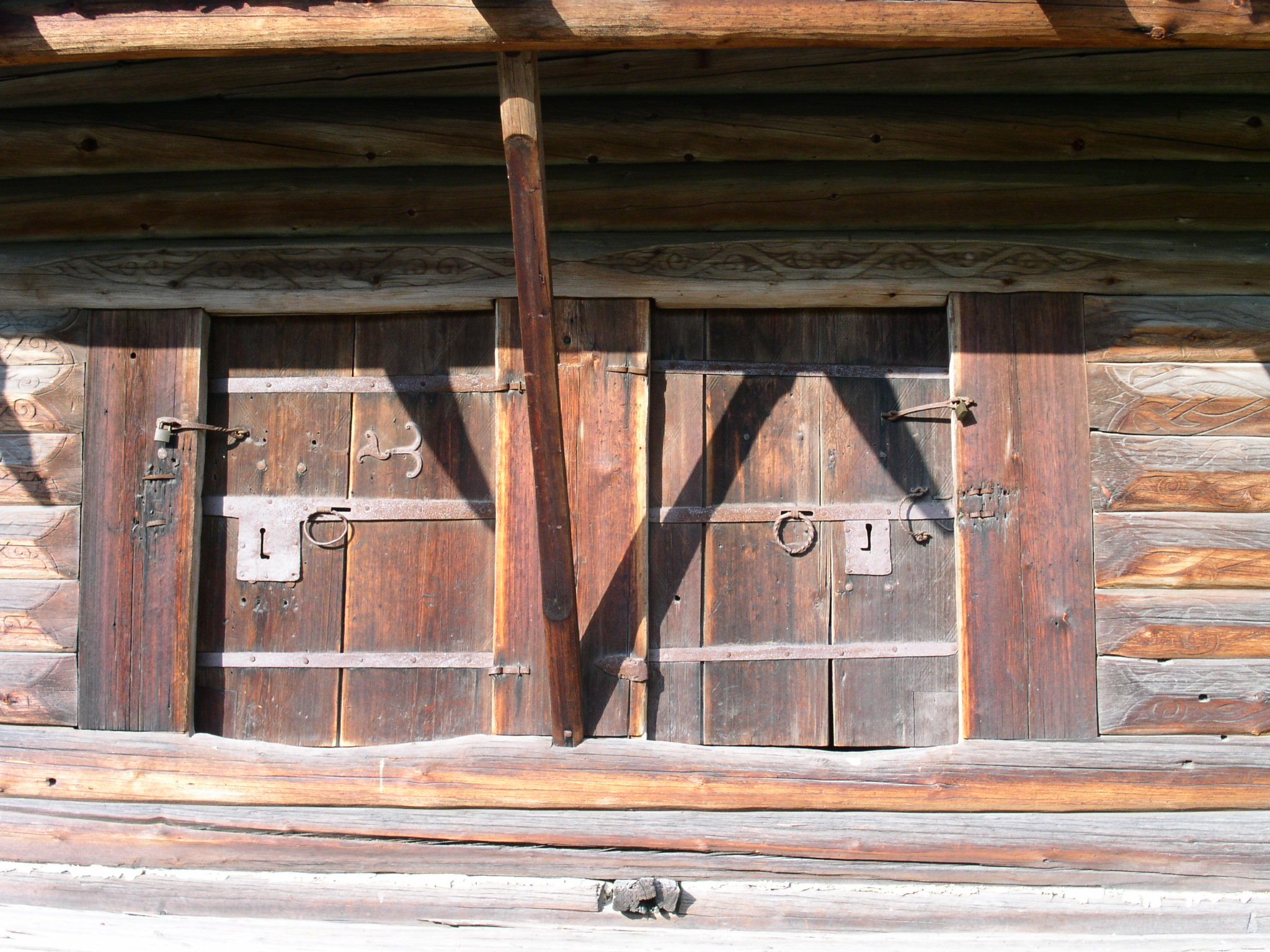
Dörrarna på kyrkhärbret med ornamentik

Kyrkhärbret i Älvdalen (älvdalska: Tjyörtjbaureð) är ett timmerhus vid prästgården söder om Älvdalens kyrka, som är dendrokronologiskt daterat till år 1285. 
Kyrkhärbret var Sveriges äldsta daterade profana träbyggnad till 2008, då en första dendrodatering av Kyrkboden i Ingatorp i Småland tycktes visa att denna var ett halvsekel äldre. Senare har det dock visat sig att den dateringen avsåg en sekundär byggnadsdel, och Ingatorpsboden är numera daterad 1294. Bland liggtimmerbyggnader i Sverige torde således endast Eldhuset på Zorns gammelgård som dateras 1237, ha äldre datering. I härbret förvarades tiondet från församlingen.